# Nebulosa Medusa
La nebulosa Medusa es una gran nebulosa planetaria ubicada en la constelación de Gémini en un sector que limita con la constelación de Canis Minor.
Hasta principios de los años 1970 Medusa era considerada como un resto de supernova pero estudios posteriores realizados por astrónomos soviéticos en 1971 concluyeron que se parecía más a una nebulosa planetaria que a los restos de una supernova.

## Características
Como la nebulosa es tan grande, su brillo superficial es muy bajo, con magnitudes superficiales de entre +15.99 y +25 reportadas. Debido a esto, para su observación se recomienda al menos un telescopio de 8 pulgadas (200 mm) para encontrar este objeto, aunque probablemente sea posible obtener imágenes con aperturas más pequeñas.